# Гакування
Гакування або Повішення за ребро — вид смертної кари, при якій засудженому втикали в бік залізний гак на мотузці або ланцюгу, чіпляючи його за ребро і потім вішали. Муки засудженого в цьому випадку могли тривати дуже довго; часом страчувані вмирали від спраги. Часто руки жертві зв'язували, щоб залишений без нагляду повішений не міг самостійно знятися з гака і втекти.
В Україні гакування було звичайною стратою у запорожців.

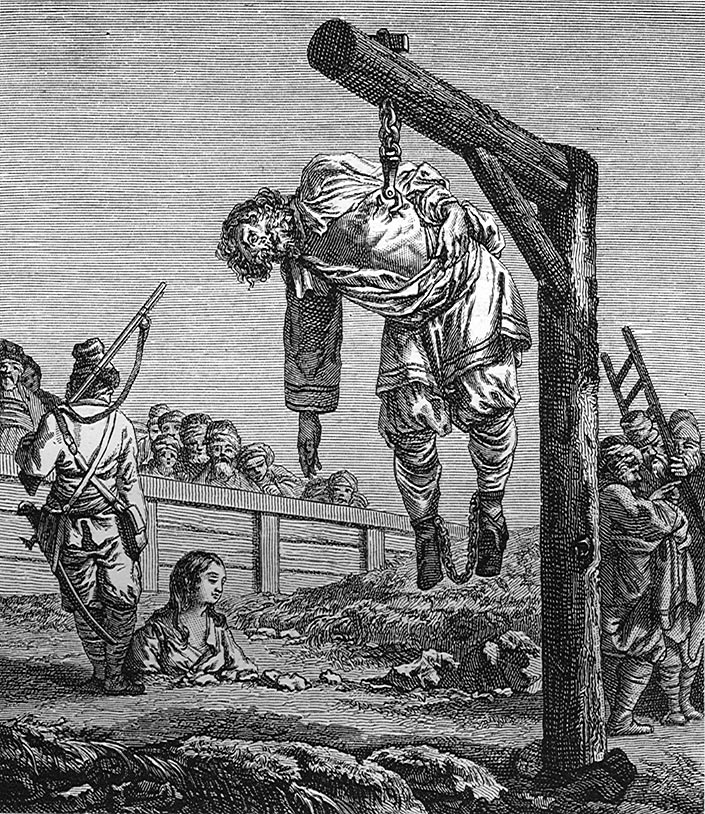
Повішення за ребро в Росії

В Османській імперії так був страчений засновник Запорізької Січі князь Дмитро Вишневецький.
У кінофільмі «Тарас Бульба» за мотивами роману М. Гоголя таким чином стратять сина Тараса — Остапа, попередньо перебивши йому суглоби.
У Росії ця форма страти була узаконена інструкцією для викорінення розбійників 24 грудня 1719 р. як покарання для «вящих злодіїв і розбійників». Але застосовувалася вона і раніше, наприклад при взятті Соловецького монастиря у 1676 р.; вона застосовувалася і Степаном Разіним.
Востаннє в Росії повішення за ребро застосовувалося під час повстання Пугачова, коли в деяких селах для остраху селян урядові війська ставили «глаголь для повішення за ребро» (тобто шибеницю у формі букви Г, «глаголь»).
В Європі під час Другої Світової війни, подібні страти практикувалися гестапо, військами СС. Також практикувалося повішення за щелепу.
Також люди української сторони що поверталися з полону РФ розповідали що були випадки страти цим методом.